# Capital Tower
La Capital Tower est un gratte-ciel de bureaux situé à Singapour.